# Erebus noctualis
Erebus noctualis là một loài bướm đêm trong họ Erebidae.